# Verbandsgemeinde Rhein-Selz
La comunità amministrativa Rhein-Selz (Verbandsgemeinde Rhein-Selz) si trova nel circondario di Magonza-Bingen nella Renania-Palatinato, in Germania.
La comunità amministrativa è stata costituita il 1º luglio del 2014 dall'unione delle comunità amministrative di Guntersblum e Nierstein-Oppenheim e comprende 20 comuni.

## Comuni
Fanno parte della comunità amministrativa i seguenti comuni:
| Comune, città               | Sup. (km²) | Abitanti |
| --------------------------- | ---------- | -------- |
| Dalheim                     | 6,34       | 1 024    |
| Dexheim                     | 5,69       | 1 411    |
| Dienheim                    | 9,91       | 2 234    |
| Dolgesheim                  | 6,55       | 981      |
| Dorn-Dürkheim               | 5,60       | 959      |
| Eimsheim                    | 4,61       | 523      |
| Friesenheim                 | 3,47       | 718      |
| Guntersblum                 | 16,71      | 3 924    |
| Hahnheim                    | 6,39       | 1 551    |
| Hillesheim                  | 5,54       | 672      |
| Köngernheim                 | 3,63       | 1 322    |
| Ludwigshöhe                 | 2,99       | 562      |
| Mommenheim                  | 7,78       | 3 094    |
| Nierstein, città            | 19,34      | 8 625    |
| Oppenheim, città            | 7,09       | 7 571    |
| Selzen                      | 6,66       | 1 521    |
| Uelversheim                 | 7,49       | 1 066    |
| Undenheim                   | 9,97       | 3 031    |
| Weinolsheim                 | 5,92       | 702      |
| Wintersheim                 | 3,83       | 272      |
| Verbandsgemeinde Rhein-Selz | 145,51     | 41 763   |

(Abitanti al 31 dicembre 2021)